# Курцево (Тверская область)
Курцево (Курцова, Курцево 2-е) — деревня в Андреапольском районе Тверской области. Входит в Торопацкое сельское поселение.

## География
Расположена примерно в 2 верстах к юго-востоку от села Торопаца на берегу озера Клесцы.

## История
В конце XIX - начале XX века деревня входила в Холмский уезд Псковской губернии. В списке населённых мест Псковской губернии указаны две деревни Курцево 1-е и Курцево 2-е. Т.к. Курцево 2-е находилось на берегу озера Клесцы, то оно видимо и соответствует современной деревне.. На планах генерального межевания Холмского уезда 1792 года и на листе IX-10 "карт Шуберта" от 1871 года обозначена только одна деревня Курцево на месте современной. Поэтому скорее всего под Курцево 1-е имелась в виду какая-то другая соседняя деревня.